# Gare de Merville
Ne doit pas être confondu avec Gare de Merville (Haute-Garonne).
La gare de Merville  est une gare ferroviaire française (fermée) de la ligne d'Armentières à Arques, située sur le territoire de la commune de Merville, dans le département du Nord, en région Hauts-de-France. 
C'est une gare, fermée au service voyageurs, de la Société nationale des chemins de fer français (SNCF).

## Situation ferroviaire
Établie à 15 mètres d'altitude, la gare de Merville est située au point kilométrique (PK) 39,7 de la ligne d'Armentières à Arques partiellement déclassée. 

## Histoire
La gare de Merville a été ouverte dans les années 1900. Fermée dans les années 1995, elle a cessé toute activité.

## Service voyageurs
La gare de Merville est fermée au service des voyageurs. Elle est desservie par les bus des lignes 111, 112 et 131 du réseau Arc-en-Ciel.

## Projets

### Tram-train
Une ligne de tram-train est en cours d'étude même si aujourd'hui, deux lignes de bus interurbains du réseau Arc-en-Ciel 1 relient déjà les gares de Merville et d'Armentières. La ligne pourrait ouvrir dans les années 2020 si elle n'est pas abandonnée avant.

### Ligne de TER
Une ligne de TER pourrait être évoqué à court terme entre Merville et Armentières si le projet de Tram-Train est enterré et abandonné. Si cette option est retenue, les gares de Sailly-Sur-la-Lys, La Gorgue - Estaires et Erquinghem-Lys auraient la possibilité de rouvrir leurs portes après plus de 20 ans de fermeture.